# Telaraña de sueños
Web of Dreams —en español: Telaraña de sueños— fue escrita en 1990 por el escritor fantasma de V. C. Andrews, Andrew Neiderman. Es la quinta y última novela de The Casteel Series y es una precuela de Cielo. Contada principalmente desde el punto de vista de la madre de Heaven Casteel, Leigh VanVoreen, la novela explica sus secretos y circunstancias como una niña de 13 años que se vio obligada a huir de su adinerada casa en Boston, lo que provocó que muriera al dar a luz y dejara atrás a su hija, Heaven, para crecer en las colinas de Virginia Occidental.

## Resumen de la trama
La novela comienza con Annie Casteel Stonewall regresando a Farthinggale Manor ("Farthy") para el funeral de su padre, Troy Tatterton. Annie, con la esperanza de finalmente dejar atrás el pasado junto a su madre Heaven, se siente atraída por la suite que solía ocupar su bisabuela, Jillian. Annie pronto descubre un diario olvidado escondido en un cajón trasero de la suite de Jillian. El diario fue escrito por Leigh Van Voreen, abuela de Annie y madre de Heaven. Sorprendida por el descubrimiento, Annie comienza a leer la trágica historia de Leigh.
En 1950, Leigh VanVoreen, de 12 años, era la amada hija del magnate de los cruceros Cleave VanVoreen y su bella esposa de la alta sociedad de Boston, Jillian. La vida de Leigh fue feliz hasta que su madre dejó a su padre por Tony Tatterton, el apuesto y rico propietario de Tatterton Toys, que era unos 20 años menor que Jillian. Cuando Jillian se casó con Tony, ella y Leigh se mudaron a la propiedad de Tony, Farthinggale Manor. El único amigo de Leigh en la finca era Troy Tatterton, el hermano de 4 años de Tony, y pasaban mucho tiempo juntos. Finalmente, Leigh fue colocada en Winterhaven, un internado exclusivo para niñas.
Durante sus vacaciones de verano, Leigh sirvió como modelo para una nueva línea de juguetes para Tatterton llamada muñeca de retrato. Durante las sesiones de modelaje de muñecos de retrato, Tony hizo que Leigh posara desnuda y comenzó a hacer insinuaciones hacia ella. Jillian se había negado a tener una relación sexual con él, alegando que eso restaría valor a su rostro y figura juveniles. Leigh acudió a Cleave para pedirle ayuda, pero él se había vuelto a casar y estaba demasiado ocupado con su nueva esposa y su trabajo para escuchar sus problemas. Leigh le contó a Jillian lo que estaba pasando, pero Jillian la acusó de exagerar y la rechazó.
Cuando la muñeca estuvo terminada, se la regalaron a Leigh en su cumpleaños. Tony violó a Leigh una noche mientras Jillian estaba fuera. Leigh intentó llamar a su amiga cercana y contarle sobre la agresión sexual, pero estaba demasiado avergonzada. A la mañana siguiente, Tony actuó como si nada hubiera pasado. Leigh no quería quedarse en su habitación donde había ocurrido el ataque, así que se escondió en la habitación de Jillian con la puerta cerrada. A Tony le habían hecho una llave en el pasado cuando Jillian rechazó sus insinuaciones. Abrió la puerta y atacó a Leigh nuevamente. Cuando Leigh intentó detenerlo, diciéndole que le contaría a su madre lo que había hecho, él, entre risas, le dijo que seducir a Leigh fue idea de Jillian. Cuando Jillian regresó con Farthy, Leigh intentó decirle que Tony la violó, pero Jillian no le creyó. Ella acusó a Leigh de mentir, diciendo que Tony le había dicho que Leigh era quien hacía insinuaciones sexuales durante las sesiones de modelaje y que ella había intentado que Tony tuviera relaciones sexuales con ella. Leigh estaba sorprendida y entristecida por la decisión de su madre de creerle a Tony antes que a su propia hija.
Después de unas semanas, Leigh descubrió que estaba embarazada de Tony y se enfrentó a su madre. Jillian, convencida de que Leigh había seducido a Tony a propósito, le gritó que "las chicas buenas no llegan hasta el final". Leigh se dio cuenta de que Tony tenía razón acerca de su madre. Disgustada, Leigh le dijo a su madre que sabía que Jillian no era virgen antes de casarse y que había elegido a su propia hija como una distracción romántica para que Tony evitara tener relaciones sexuales con él. Después de la pelea, Leigh tomó algo de dinero que Tony guardaba en una caja fuerte y huyó de Farthinggale Manor con algunas posesiones y su retrato de muñeca.
Leigh decidió irse a vivir con su abuela Jana en Texas. Después de salir de Boston, compró un boleto de tren en Atlanta pero perdió su conexión y quedó varada. Un extraño llamado Luke Casteel la animó. Después de que él preguntó sobre el retrato de muñeca de Leigh, ella admitió que estaba inspirado en ella y que lo había llamado Ángel. Luke le dijo que "Angel" era un mejor nombre para ella que Leigh. Después de eso, comenzó a llamar a Leigh "Ángel", en lugar de "Leigh". Leigh le contó las circunstancias de su embarazo y su trágica historia, y él la llevó a un motel para que pudiera descansar. Regresó con algo de comida y cuando Leigh le pidió que se quedara porque tenía miedo de estar sola, él aceptó. Cuando se despertó en medio de la noche, Luke estuvo instantáneamente a su lado, asegurándole que siempre la protegería. Él le dijo que se había enamorado de ella y quería ser el padre de su bebé. Leigh pensó que estaba soñando y, cuando más tarde despertó en los brazos de Luke, le preguntó al respecto. Habló apasionadamente de sus planes para el futuro de ellos dos y del bebé, y Leigh se enamoró completamente de él.
Aunque sólo se conocían desde hacía un día, se casaron y regresaron a la casa de Luke en las montañas de Virginia Occidental, donde no era tan inusual que las mujeres jóvenes se casaran. Después de conocer a los padres de Luke, Annie y Toby, Leigh trabajó duro en la choza e ignoró las miradas o los comentarios groseros de los residentes locales. Luke estaba profundamente enamorado de Leigh y planeaba construir una casa en la ciudad para ellos y el bebé. Cada vez que Luke bebía alcohol, Leigh temía por su salud y le hablaba con severidad, lo cual él apreciaba y le daba crédito por haberlo inspirado a ser una mejor persona.
El diario de Leigh termina después de que comenzó a experimentar dolores de parto mientras salía a caminar con Luke. Ella escribió sobre cómo subieron a la montaña y cómo Luke habló sobre sus planes para el futuro. Él le dijo que ella era el amor de su vida y que ningún hombre podría amar a una mujer más de lo que él la amaba a ella. Ella lo besó y le pidió que volviera a la cabaña con ella para abrazarla. Mientras regresaban, Leigh se detuvo y miró las estrellas, y le dijo a Luke que cuando se fuera a dormir esa noche, quería sentir que iba a dormir en el cielo. Estas fueron las últimas palabras de su diario y luego se revela que Leigh murió al dar a luz. Su muerte es la razón aparente por la que Luke se convierte más tarde en el hombre cruel representado en Cielo.
Después de leer la última entrada del diario de Leigh, Annie encuentra una nota de un investigador privado contratado por Tony, que afirma que descubrió que Leigh murió al dar a luz debido a una atención médica inadecuada. La nota también señala que la niña sobrevivió y era una niña. La implicación es que tanto Tony como Jillian conocían el Cielo mucho antes de que ella llegara a Farthinggale, pero decidieron dejarla crecer en la pobreza en lugar de enfrentar lo que le habían hecho a Leigh. Entristecida por lo que ha leído, Annie vuelve a guardar el diario en el cajón cuando escucha a Luke llamarla por su nombre. Ella acude a él y dejan a Farthinggale a sus fantasmas.
Nunca se explica cómo se devolvió el diario de Leigh a Farthinggale. No se menciona en ninguno de los otros libros de Casteel, ni se menciona como una de las posesiones que el Cielo heredó de Leigh. El diario también está escrito en tiempo pasado, en lugar de presente, lo que implica que Leigh completó una "entrada" larga mientras estaba de parto y/o poco antes de su muerte. La presencia de la nota del detective en el diario posiblemente niega toda la cuestión de si Tony sabía que era el padre de Heaven Casteel; debido a la línea temporal, debe haberse dado cuenta de que era probable (aunque Heaven mintió sobre el año de su nacimiento, haciendo ella misma un año menos). Además, en "Dark Angel", Heaven les dice a Tony y Jillian que su madre había muerto recientemente, y parecen tomar esto como un hecho absoluto. En esa novela, Tony reacciona con sorpresa cuando finalmente escucha que Leigh murió al dar a luz a los 14 años, y solo entonces intenta romper el romance entre Heaven y Troy (ya que son sobrina y tío). "Web of Dreams" plantea muchas preguntas sobre la coherencia de los detalles de la narración y las líneas de tiempo.

## Historial de publicación
- Pocket Books (2019): ISBN 0-671-67066-2

## Adaptación
El 24 de agosto de 2019, Lifetime emitió una adaptación de Web of Dreams protagonizada por Jennifer Laporte, Tim Donadt, Lizzie Boys y Keenan Tracey, mientras que Jason Priestley y Kelly Rutherford son productores ejecutivos.